# Мала Куонамка
Мала Куонамка (рос. Малая Куонамка, якут. Кыра Куонамка) — річка в Російській Федерації, що протікає в Республіці Саха (Якутія). Правобережна притока річки Анабар. Довжина — 453 км, площа водозабірного басейну — 24800 км².
Річка протікає по східній околиці Анабарського плато. Живлення переважно дощове та снігове. Льодостав з кінця вересня до кінця травня.